# عبدالعزیز الیزیدی
عبدالعزیز الیزیدی (انگلیسی: Abdulaziz Al Yazidi؛ زادهٔ ۱۷ ژوئن ۱۹۹۲) یک بازیکن فوتبال است.